# Orthosphinctes
Orthosphinctes – rodzaj głowonogów z wymarłej podgromady amonitów, z rzędu Ammonitida.
Żył w okresie późnej jury (kimeryd).